# Qagan Gol (sockenhuvudort i Kina, Xinjiang Uygur Zizhiqu, lat 46,48, long 90,75)
Qagan Gol (kinesiska: 查干郭勒, 查干郭勒乡) är en sockenhuvudort i Kina. Den ligger i den autonoma regionen Xinjiang, i den nordvästra delen av landet, omkring 390 kilometer nordost om regionhuvudstaden Ürümqi. Antalet invånare är 6 549. Befolkningen består av 3 158 kvinnor och 3 391 män. Barn under 15 år utgör 23,0 %, vuxna 15-64 år 71 %, och äldre över 65 år 4,0 %.
Runt Qagan Gol är det mycket glesbefolkat, med 3 invånare per kvadratkilometer. Det finns inga andra samhällen i närheten. Trakten runt Qagan Gol består i huvudsak av gräsmarker.
Genomsnittlig årsnederbörd är 153 millimeter. Den regnigaste månaden är juli, med i genomsnitt 24 mm nederbörd, och den torraste är mars, med 6 mm nederbörd.